# Cellule souche végétale
Pour les articles homonymes, voir Cellule souche (homonymie).
 (février 2014).

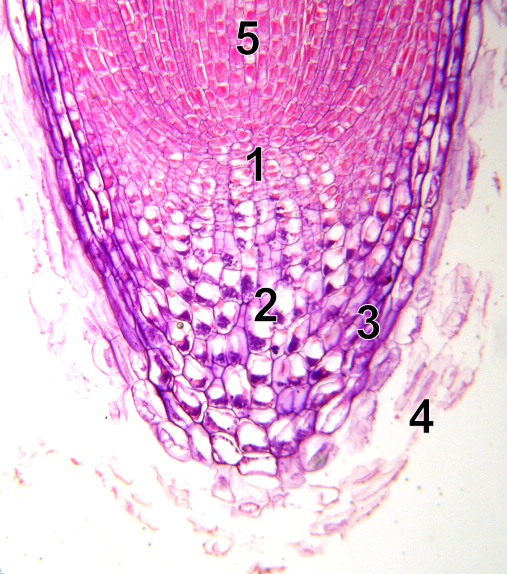
Cellules souches dans la pointe racinaire.

Les cellules souches végétales sont des cellules indifférenciées présentes dans le méristème des plantes.
On pourrait donc implanter un maximum de cellules souches végétales dans une seule plante et donc augmenter considérablement leur régénération et peut-être l'accélérer. Une cellule souche normale est une cellule indifférenciée se caractérisant par la capacité à engendrer des cellules spécialisées par différenciation cellulaire et une capacité à se maintenir par prolifération dans l'organisme (auto-renouvellement).Les cellules souches peuvent se distinguer en fonction de leur potentiel de différenciation :
- Les cellules souches totipotentes : pouvant donner tout type cellulaire, et donc un organisme entier.
- Les cellules souches pluripotentes : capables de donner tous les types cellulaires sauf les annexes embryonnaires.
- Les cellules souches multipotentes : susceptibles de donner différents types de cellules, mais spécifiques d'un lignage cellulaire donné.
- Les cellules souches unipotentes : qui ne peuvent donner qu'une seule sorte de cellule (elles peuvent cependant, comme toute cellule souche, s'auto-renouveler).